# Григорьев, Леонид (легкоатлет)
Леонид Григорьев (род. 17 августа 1926, Ленинград) — советский легкоатлет, специализировавшийся в беге на короткие дистанции и прыжках в длину, чемпион и призёр чемпионатов СССР, участник летних Олимпийских игр 1952 года в Хельсинки. На Олимпиаде представлял СССР в прыжках в длину. На предварительной стадии прыгнул на 7,09 м и прошёл в финальную часть соревнований. В финале показал результат 7,14 м и занял итоговое 6-е место.

## Выступления на чемпионатах СССР
- Чемпионат СССР по лёгкой атлетике 1953 года:
  - Прыжок в длину —  (7,40);
  - Эстафета 4×100 метров —  (сборная Ленинграда, 41,0);
- Чемпионат СССР по лёгкой атлетике 1954 года:
  - Прыжок в длину —  (7,52);
- Чемпионат СССР по лёгкой атлетике 1955 года:
  - Прыжок в длину —  (7,35);